# Erik Magnus Staël von Holstein
Erik Magnus Staël von Holstein, född 25 oktober 1749, död 9 maj 1802 i Poligny, Jura, i Frankrike, var en svensk adelsman (friherre) och diplomat.

## Biografi
Staël von Holstein föddes på gården Loddby i Östergötland. Han inträdde i armén och erhöll år 1772 kaptens grad. År 1776 blev han kammarherre hos Sofia Magdalena och 1778 utnämndes han till attaché vid det franska hovet. År 1786 ingick han äktenskap med den franske premiärministern Neckers dotter Germaine de Staël.
Staël von Holstein var välsedd hos Gustav III och stod greve Axel von Fersen d.y. nära. År 1783 förordnades han till svensk minister och ambassadör i Paris samt upphöjdes 1788 till friherre. Efter att 1793 under skräckregeringen ha lämnat Paris och tjänstgjort som minister i Köpenhamn, återvände han 1795 och erkände på svenska regeringens vägnar den franska republiken, men rappellerades 1797. Därefter levde han som enskild man i Paris och dog 1802 under en färd till Schweiz.